# Reszler András
Reszler András (André Reszler) (Budapest, 1933. július 1. – 2022. május 26.) magyar származású svájci szociológus, politológus, történész.

## Életpályája
Az 1956-os forradalom után Svájcban telepedett le. 1958-ban diplomázott. 1966-ban PhD. fokozatot szerzett a genfi Graduate Institute of International Studies-on. 1968-ban az USA-ba költözött. 1968–1974 között az amerikai Bloomingtonban az Indianai Egyetemen tanított. 1974-től ismét Svájcban él. 1974-től a genfi Institut Universitaire d'Etudes Européenne tanára. 1977–1983 között a Cadmos című tudományos folyóirat szerkesztője volt.
Európai eszme- és kultúrtörténetet adott elő. Francia nyelven publikál. Műveiben az európai művelődés és a politikai eszmék történetével foglalkozik.

## Művei
- L'esthétique anarchiste (Párizs, 1971)
- Le marxisme devant la culture (Párizs, 1975)
- L'intellectuel contre l'Europe (Párizs, 1976)
- Mythes politiques modernes (Párizs, 1981)
- Mythes et identité de la Suisse (Genf, 1987)
- Le pluralisme. Aspects historiques et théoriques des sociétés pluralistes (Genf, 1990)
- Vienne, Budapest, Prague… (szerkesztette: Molnár Miklóssal, Párizs, 1992)
- Rejoindre l'Europe (Genf, 1998)
- Le génié de l'Autriche-Hongrie (szerkesztette: Molnár Miklóssal, Párizs, 2001)
- Le Pluralisme : Aspects historiques des sociétés pluralistes (Párizs, 2001)
- Les nouvelles Athènes (Gollion, 2004)
- Les Suisses (s'ils existent)… L'identité suisse et sa relation à l'Europe (Genf, 2008)
- Budapest, I luoghi di Sandor Marai (Milánó, 2009)
- Les Carnets de route d'un colloquant (Neuchâtel, 2011)